# Andrés Martínez Pardo
Andrés Martínez Pardo (Bogotá, Colombia) es un músico clavecinista, docente, escritor y filósofo colombiano. Como educador y gestor cultural ha dedicado su vida a la difusión del clavecín y la música barroca en su país, y a la creación de mejores oportunidades educativas para los jóvenes colombianos.

## Biografía
Sobre Andrés Martínez Pardo, la revista inglesa Sounding Board ha escrito:

Texto Original:  "Andrés Martínez Pardo, a young Colombian harpsichordist and sole successor to Puyana in his country.  Presently he works as a university lecturer, a private harpsichord teacher and an Early Music missionary in South America,".

Traducción:  “Andrés Martínez Pardo, un joven clavecinista colombiano y único continuador de Puyana en su país. Actualmente trabaja como profesor universitario, tutor de clavecín y es un misionero de la Música Antigua en América del Sur,”

Inició a temprana edad su formación musical. Desde su niñez resolvió dedicar su vida al clavecín y la música barroca, pero la inexistencia de estos estudios formales en Latinoamérica lo obligó a formarse de manera autodidacta. Recibió instrucción privada de los clavecinistas norteamericanos Elisabeth Wright y Jory Vinikour. Entretanto adelantó estudios en Filosofía, Humanidades, Docencia y Pedagogía (Licenciatura), graduándose con honores. Simultáneamente asistió a diversos cursos, masterclasses y talleres de música barroca, que lo mantuvieron en constantes viajes entre su natal Colombia, Europa y Norteamérica.
Cofundó Affetti Mvsicali Ensamble de Música Barroca; la agrupación se presentó en varias salas de concierto y obtuvo reconocimientos como la “primera iniciativa juvenil de música barroca en Colombia”.
En 2010 publica "Tadzio, fragmentos sobre el Esteticismo" acerca del escritor Thomas Mann y la Estética en Alemania. En 2012 fue invitado como ponente al Ninth Research Symposium de Ámsterdam. 
Obtuvo el primer lugar del Concurso Nacional Jóvenes Intérpretes, del Banco de la República de Colombia. Igualmente obtuvo el primer lugar en la convocatoria Jóvenes Talentos de la Música y en el Concurso Música de Cámara del Auditorio Fabio Lozano, de la Universidad Jorge Tadeo Lozano. A raíz de su participación en éstas y otras convocatorias se incluyeron por primera vez las categorías "clavecín" y "música antigua" en Colombia.
Viajó a Francia para estudiar clavecín y música de cámara con Madame Huguette Dreyfus. A continuación se trasladó a los Países Bajos, para continuar formándose bajo la batuta de Gustav Leonhardt y Bob van Asperen. En los Países Bajos perfeccionó sus conocimientos de Bellas Artes y Estética en la Amsterdamse Hogeschool voor de Kunsten (Universidad de Ámsterdam), afinando su formación musical en el Sweelinck Conservatorium (Conservatorio de Ámsterdam).
En 2013 fue reseñado como Egresado Destacado del Conservatorio de Ámsterdam por la Spear's Magazine
del Reino Unido, y en 2014 fue seleccionado por el Ministerio de Cultura de Colombia para ser el primer intérprete en tocar el Clavecín construido por el lutier Milan Misina legado al Museo Nacional de Colombia por el maestro Rafael Puyana, colombiano pionero del clavecín a mediados del siglo XX.
Diversos medios de comunicación han destacado su labor social por la música y la educación en Colombia, entre ellos W Radio, con un programa especial. Red Clásica, Revista Bakánika y otros diarios nacionales también han reseñado sus esfuerzos por la cultura. Actualmente continúa dedicado a la divulgación cultural, la investigación y la docencia, tanto de la música barroca y el clavecín, como de la Estética y la Filosofía del arte.

## Premios y galardones
- Primer Lugar del Concurso Nacional Jóvenes Intérpretes del Banco de la República de Colombia (2008)[5]

- Primer Premio en la Convocatoria de Música de Cámara del Auditorio Fabio Lozano de la Universidad Jorge Tadeo Lozano (2008)[6]

- “Professor of Harpsichord” acreditado por la -Harpsichord Society- (2012)[13]

- Mención en la lista de Alumni (egresados destacados) del Conservatorio de Ámsterdam, en la reseña de Mejores Escuelas de Música del Mundo de la Spear's Wealth Management Survey del Reino Unido. (2013)[14]

## Publicaciones destacadas
- Tadzio o del Esteticismo (Fragmentos); Ed. Universidad Sergio Arboleda, ISBN 978-958-8745-04-6